# Raionul Liubar, Jîtomîr
Liubar (în ucraineană Любарський район, transliterat: Liubarskîi raion) este un raion în regiunea Jîtomîr, Ucraina. Reședința sa este așezarea de tip urban Liubar.

## Demografie
Componența lingvistică a raionului Liubar
     Ucraineană (98,77%)
     Rusă (1,06%)
     Alte limbi (0,13%)
Conform recensământului din 2001, majoritatea populației raionului Liubar era vorbitoare de ucraineană (98,77%), existând în minoritate și vorbitori de rusă (1,06%).